# Volksstimme (St. Gallen)

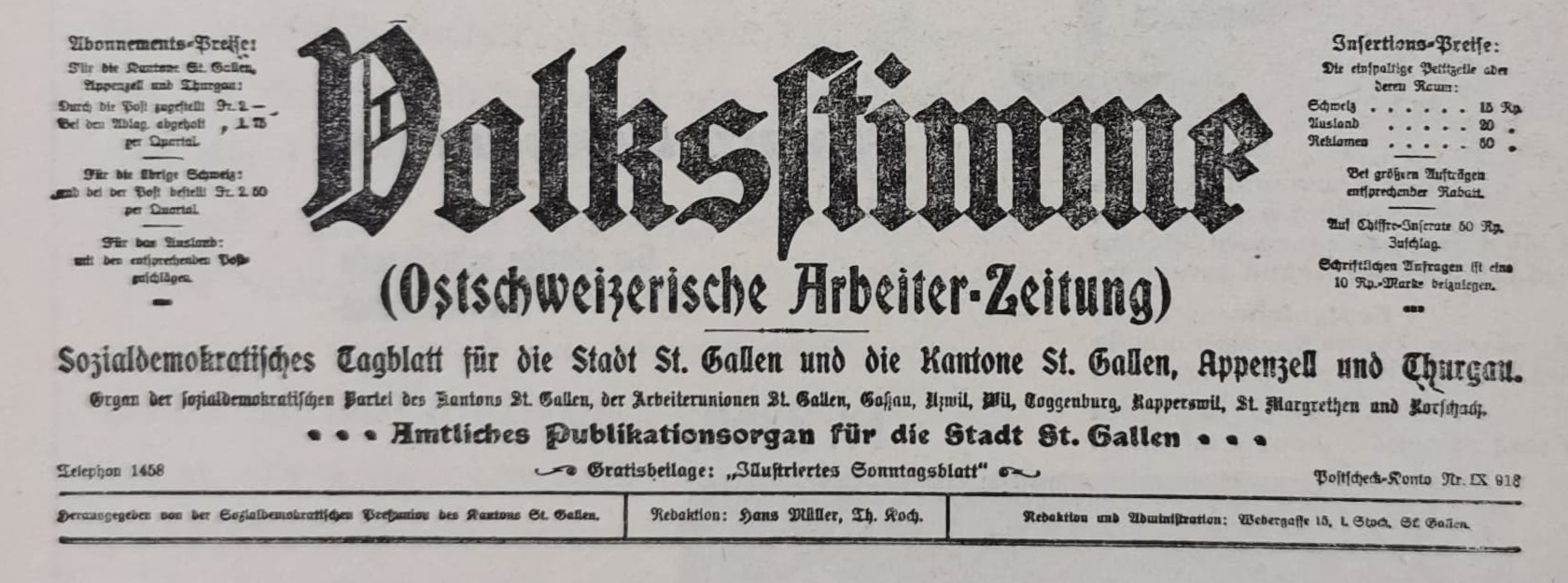
Druckkopf der Volksstimme von 1911–1912

Die Volksstimme war eine sozialdemokratische Tageszeitung aus St. Gallen in der Schweiz. Sie  wurde 1911 gegründet. Später erschien sie unter dem Titel Ostschweizer Arbeiterzeitung (Ostschweizer AZ).

## Geschichte

### Vorgeschichte
Der Grundstein für die Volksstimme wurde am 21. Februar 1904 gelegt. An diesem Tag fand die Jahreshauptversammlung der Arbeiter-Union St.Gallen und der Sozialdemokratischen Partei St.Gallen statt. Es wurde durch einen Antrag von Advokat E. Oberholzer eine Pressekommission ins Leben gerufen, welche sich mit der Machbarkeit der Gründung eines eigenen sozialdemokratischen Organs auseinandersetzte, denn Union und Partei sahen ihre Interessen im bereits bestehenden Stadtanzeiger nicht in ausreichendem Masse vertreten. Bereits im gleichen Jahr wurde eine Pressunions-Genossenschaft gegründet und es folgte der Eintrag im Handelsregister. Der Druck eines Blattes scheiterte zunächst an fehlenden finanziellen Mitteln. Unabhängig von der Pressunion gaben Genossen dennoch ein wöchentlich erscheinendes Blatt mit dem Namen Vorbote heraus. Der Vorbote erschien vom 3. Dezember 1904 bis zum 23. September 1905 43 Mal. Redaktor des Blattes war Hans Böschenstein. Darauf folgte zweimal in der Woche, nun offiziell durch die Pressunion herausgegeben, der 2. Jahrgang des Vorboten unter neuem Namen: Ostschweizerische Arbeiterzeitung. Paul Petzold wurde am 18. Juni 1905 durch die Genossenschaft zum ersten Redaktor dieser Zeitung gewählt. Angestrebte Zielgebiete waren der Kanton St.Gallen, Thurgau, Appenzell sowie Chur. Die Erstausgabe der Ostschweizerischen Arbeiterzeitung erschien am 30. September 1905.

### Erscheinen als Volksstimme
Am 9. April 1911 fiel an einer Generalversammlung der Entschluss den Namen der Zeitung in Volksstimme zu ändern und diese neu als Tageszeitung erscheinen zu lassen. Die Volksstimme wurde von der Gemeinde St.Gallen als amtliches Publikationsorgan anerkannt. Die Nummerierung wurde von der Ostschweizerischen Arbeiterzeitung weitergeführt, sodass die Erstausgabe als Volksstimme die Nummer 79 Trug und im „VII. Jahrgang“ stand. Es erschien als wöchentliche Beilage das Illustrierte Sonntagsblatt. Ende 1913 wurde der Entschluss gefasst, die Druckerei Enderle zu erwerben und als eigene Druckerei zu betreiben. Als Anfang der 1920er Jahre der Kommunismus stärker in der Region Fuss fasste, führte dies zu Spannungen inner- und ausserhalb der sozialdemokratischen Partei und der Pressunion. Die Volksstimme, ihr damaliger Redaktor und der Vorstand lehnten den Kommunismus konsequent ab. Als sozialdemokratische Arbeiterzeitung war die Volksstimme häufig in Presseprozesse verwickelt. 1940 kam es aufgrund der Kriegslage erneut zu internen Reibungen und Hugo Kramer musste seinen Posten als Redaktor verlassen. Während den Kriegsjahren kämpfte die Zeitung mit der eingeschränkten Papierverfügbarkeit und Pressezensur. Im September 1941 wurde sie zunächst verboten, durfte dann aber einer Vorzensur unterliegend, weiterhin gedruckt werden.
Neben dem Hauptblatt wurden weitere Beilagen eingeführt. Zunächst entstand auf Wunsch der weiblichen Leserschaft die Beilage Die Frau. Später wurde eine Beilage für Bauern ergänzt. Dadurch sollte eine breitere Klientel angesprochen werden. Ab 1915 erschien die Appenzeller Volkswacht als Kopfblatt der Volksstimme. Ab 1916 wurden während 4 Jahren auch Lokalnachrichten aus dem Kanton Glarus gedruckt. Anfang der 1920er wurden die Bündner und die Glarner Volkswacht übernommen und ebenfalls als Kopfblatt der Volksstimme gedruckt. Diese Übernahme entstand, da die Bündner Pressunion 22'000 Franken Schulden hatte, welche durch die St.Galler übernommen und später durch die Bündner abbezahlt wurden. Die Volksstimme die zuvor nur noch 3 Mal in der Woche erschien, wurde ab 1930 wieder täglich gedruckt. Sie erschien in den Kantonen St.Gallen, Appenzell, Graubünden und Glarus. Sechs Jahre später stieg man für Graubünden und Glarus auf eine reduzierte Version um.

### Redaktion
Der erste Redaktor der Volksstimme war Hans Müller aus Basel, als zweiter Redaktor an Müllers Seite zeichnete Theophil Koch (Stadtrat). Bekannter Redaktor war der nachmalige Bundesrat Ernst Nobs, der vom 5. Februar 1914 bis zum 26. Juni 1915 an auf Theophil Koch folgte. Seine Nachfolge trat der Berner Ernst Scherz an, diesem wurde jedoch auf den 16. Juni 1916 gekündigt, da er «die örtlichen Verhältnisse» nicht zu beurteilen vermochte. Ein weiterer Redaktor war Valentin Keel (1916–1930), unter anderem St. Gallischer Regierungs- und Nationalrat. Ab März 1922 war Max Weber, später sozialdemokratischer Bundesrat, an der Seite von Keel als Redaktor tätig. Er stärkte die Berichterstattung über das kulturelle Leben und verhalf der Zeitung zu höherem Ansehen. Bereits auf März 1923 kündigte er jedoch. Sein provisorischer Nachfolger war während einem Jahr Emil J. Walter. Dann kehrte Max Weber im März 1924 als Redaktor zurück. In den nächsten 2 Jahren führte er langlebige Formate wie die Wichtige Tagesnachrichten und die kleine Zeitung ein. Im Mai 1926 übernimmt Hugo Kramer, der von der Thurgauer Arbeiterzeitung abgeworben wurde, die Stelle Webers. Bis 1930 betreut er gemeinsam mit Valentin Keel die Volksstimme. Keel war während 14 Jahren eine leitende Figur der Zeitung und der sozialdemokratischen Partei. Als er im Juli 1930 das Amt als Regierungsrat in der Kantonsregierung antritt, folgt Franz Schmidt (1930–1947), der an der ETH studierte und ein Diplom als Ingenieur-Agronom erwarb und vor seiner Tätigkeit bei der Volksstimme Redaktor des Aufbaus in Zürich war. Ab 1940 war Schmidt alleiniger Redaktor, später wird ihm Heinz Roschweski als Redaktionssekretär zur Seite gestellt. Dieser wurde 1947 seinerseits zum alleinigen Redaktor. Von 1954 an kam Martel Gerteis als zweiter Redaktor hinzu. Ab 1965 war Hermann Battaglia Redaktor.

### Ostschweizer Arbeiterzeitung
Ab 1970 wird das Blatt wieder zur Ostschweizer Arbeiterzeitung (auch Ostschweizer AZ) umbenannt. 1970 bis 1972 bildeten die Zeitungen Freier Aargauer (Aarau), Thurgauer AZ (Arbon), AZ Abendzeitung (Basel), Freie Innerschweiz (Luzern), Das Volk (Olten), Volksstimme, Schaffhauser AZ, Oberländer AZ (Wetzikon), Volksrecht (neu Zürcher AZ) und Winterthurer AZ einen Verbund mit einem gemeinsamen nationalen Mantel (AZ-Ring). Doch die nationale Zusammenarbeit der linken Presse scheiterte an mangelnden Einnahmen durch Inserate. Ein zweiter Versuch der Zusammenarbeit führte die verbleibenden sozialdemokratischen Zeitungen 1988 zusammen: Die Winterthurer AZ, die in Ostschweizer AZ umbenannte Volksstimme, die Schaffhauser AZ, die Berner Tagwacht und das Volksrecht (später DAZ, Zürich) bildeten ein Kopfblattsystem mit gemeinsamen Mantelseiten. Diese waren nun aber nicht mehr sozialdemokratisch oder gewerkschaftlich, sondern links-grün. Die Ostschweizer AZ blieb jedoch unter gewerkschaftlicher Führung. Meinungsverschiedenheiten führten zu zahlreichen Abonnementsverlusten. Im Juni 1996 wurde die Zeitung eingestellt. Grund dafür waren fehlende finanzielle Mittel, da die Abozahlen sanken und die Auflage klein war, sowie eine überalterte Leserschaft.

## Publikationen
Die nachfolgenden Publikationen der Buchdruckerei Volksstimme enthalten Inhalte der Zeitung Volksstimme.
- Wir sehen durch die Nacht und sehen weit … - Gedichte und Worte aus einem ernsten Jahr der Volksstimme St.Gallen. Buchdruckerei Volksstimme, St.Gallen 1942-12
- Jahr der Prüfung – Artikel aus der Volksstimme St.Gallen im Jahre 1940. Buchdruckerei Volksstimme, St.Gallen 1945

Diese Liste erhebt keinen Anspruch auf Vollständigkeit.

## Weiterführende Literatur
- André Gunz: Hugo Kramer und die «Volksstimme» in der Zwischenkriegszeit. Sozialdemokratische Zeitungsarbeit in der Ostschweiz. In: Schriften des Vereins für Geschichte des Bodensees und seiner Umgebung. 126. Jg., 2008, S. 201–214.